# El Homón de Faro
El Homón de Faro es un yacimiento arqueológico ubicado entre los concejos asturianos de Lena y Aller, España. Se encuentra mil metros al norte del campamento del monte Curriechos y en él se identificaron varias estructuras defensivas repartidas en dos zonas: Homón de Faro y Canto Busián. Fue declarado Bien de Interés Cultural gracias al Decreto 68/2017, de 11 de octubre.

## Descripción
Las excavaciones realizadas revelaron la existencia y sucesión de una zanja que puede interpretarse como los restos de un foso, una berma y un pronunciado talud tallado en roca de tres a cuatro metros de altura con una pendiente de 90° de inclinación. Sobre él se encuentra un derrumbe de bloques de piedra de 2,5 metros de ancho y menos de 0,50 metros de grosor, quizá los restos de un antiguo muro, amortizado por una nueva línea de defensa.
La amortización de esta muralla dio lugar a una nueva berma que va desde los 2,5 metros en el extremo oriental hasta los 4,5 metros según avanza al Oeste. Su inclinación alcanza los 30°. Este rellano remata en una nueva muralla que se construyó a partir de dos paredes de sillarejo tabular de arenisca muy recebado de barro, colmatándose el espacio interior entre ambos con una masa de cascotes. Esta obra alcanza los 6,5 metros, solo cinco en su remate oriental, y conserva un frente de 1,5 metros de altura, todo lo cual da pistas sobre la espectacularidad de la misma. El trazado de esta estructura se adapta a la topografía, de forma que el lienzo exterior, algo ataluzado, cimienta 1,5 metros más bajo que el interno. Pese a la tosquedad de la estructura, su cimentación fue objeto de especial preocupación constructiva, de forma que se apoyó en una solera en pestaña encajada en la fosa de fundación y se selló con el relleno excavado de la berma.
La obra presenta la particularidad de estar compartimentada con la técnica de cajones, es decir, que varios muros transversales recorren su relleno y se unen en ángulo recto con las hojas exteriores. Las juntas de ambos espacios están formadas por una sola hoja de muro, la primera careada hacia el este y la segunda careada hacia el Oeste.
En la zona occidental de la terraza protegida por la muralla se localizó una gran masa de cantos rodados de tamaño bastante uniforme que ocupan una superficie de cinco m². A estos habría que sumar otros que se observan rodados por el entorno. Se trataría de proyectiles apilados a modo de arsenal. Aparte de este material y algunas escorias de fragua en el relleno de la muralla y algún hueso de fauna, no se localizaron más objetos.
La muralla prosigue 25 metros hasta que en su lado occidental cierra en ángulo recto con el enlace de sus dos paramentos interno y externo.
La continuación de la muralla es de tipo bancal, es decir, compuesta por un frente pétreo que contiene una masa de relleno que forma una terraza sobre ella. Se observaron pruebas evidentes de que había sido abatida e incendiada. Su tosquedad es solo apariencia, puesto que al seccionarla se observó que se había construido sobre el sustrato limpio, con una base de gruesas vigas de madera, acuñadas en su trasdós con calzos de piedra. Ante ellas se dispuso una banqueta de capas de tierra y piedras de 0,70 m de altura para proteger la cimentación. Los restos de grandes fragmentos de madera bajo el derrumbe apuntan la posible existencia de un adarve. Esta estructura sostenía una terraza de cinco m de anchura que daba servicio a la defensa. Ambas estructuras, muralla de sillarejo y bancal, se destruyeron a la vez.
En el extremo occidental, sobre el espolón del Cantu Busián, se exhumó un edificio de planta cuadrangular de siete metros de lado, con muros que conservaban 1,50 metros de alzado y 1,10 metros de grosor. La factura es de sillarejo de areniscas tabulares muy recebadas con mortero de barro; pro fuera la cimentación se revistió con una capa de barro que se extendió por el piso exterior. La superficie útil interior es de unos 25 m² (5,10 x 4,90) y presentó restos de una hoguera, así como de la posible antigua puerta. El costado externo de la pared suroeste está ocupado por una pila de 10 m² de cantos rodados de tamaño homogéneo, un arsenal como el registrado en la zona este. A menos de tres metros del muro se abrió un pozo vertical de 1,60 metros de profundidad que se interpreta como un aljibe.

## Interpretación
La interpretación general de estas construcciones remite a una clausura o claustra, es decir una defensa lineal que a modo de barrera cortaba una vía de comunicación para impedir una invasión militar. La situación y el tamaño de este caso aluden a un fuerte impulso financiero o coercitivo, así como a un estratega con formación clásica. La ausencia de hallazgos hace entrever un uso breve. El promedio de las dataciones hacia el año 640 +- 14 AD, con una alta probabilidad de todas ellas entre 663-715 y 745-767, sitúan esta construcción bien entre las revueltas de los astures contra el reino visigodo, bien en el momento de la invasión musulmana, bien en la política expansiva de Alfonso I.